# Емануел Гебрегзабијер
Емануел Веркилул Гебрегзабијер Егерзејгзарка (енгл. Amanuel Werkilul Ghebreigzabhier Egerzeigzaarhka; 17. август 1994) еритрејски је професионални бициклиста рођен у Етиопији који тренутно вози за UCI ворлд тур тим — Лидл—трек. Четири пута је освојио првенство Еритреје у вожњи на хронометар, а по једном првенство Еритреје у друмској вожњи и Афричко првенство у друмској вожњи.

## Каријера
Године 2014. док се такмичио у локалним тимовима, освојио је првенство Еритреје у друмској вожњи, као и првенство у друмској вожњи за возаче до 23 године. Године 2016. прешао је у тим Дименжен дата фор Кубека, који је служио као развојни тим за Дименжен дату до гашења тима 2021. У другом дијелу 2016. прикључен је првом тиму као приправник, али је 2017. враћен у развојни тим, а затим је поново прикључен првом тиму, са којим је потписао уговор 2018. године, када је освојио Афричко првенство у друмској вожњи и у екипном хронометру, а у финишу сезоне возио је своју прву гранд тур трку — Вуелта а Еспању. Године 2019. освојио је првенство Еритреје у вожњи на хронометар и завршио је Вуелту а Бургос на шестом мјесту, након чега је по први пут возио Ђиро д’Италију. Године 2021. прешао је у Трек—сегафредо, а најбољи резултат у току прве сезоне било му је девето мјесто на трци Сетимана интернационале ди Копи е Бартали.
Године 2023. завршио је Гран при Индустрија и Артиђанато на другом мјесту, иза Бена Хилија, након чега је возио Ђиро д’Италију, гдје је на добио награду за најагресивнијег возача на четвртој етапи, коју је завршио на шестом мјесту, али је морао да напусти Ђиро прије почетка етапе 16 због повреде.